# تشارلز كوينتو
تشارلز كوينتو (بالإسبانية: Charles Quinto)‏ هو لاعب كرة قدم كولومبي في مركز الدفاع، ولد في 12 فبراير 1990 في بوغوتا في كولومبيا. لعب مع نادي أتليتيكو تورينو ‏.

## وصلات خارجية
- تشارلز كوينتو على موقع قاعدة بيانات كرة القدم.إي يو (الإنجليزية)
- تشارلز كوينتو على موقع Soccerway.com (الإنجليزية)